# Carlos Enrique Díaz de León
Pour les articles homonymes, voir Carlos Diaz et Diaz.
Carlos Enrique Díaz de León est un homme d'État guatémaltèque né en 1915 et mort en 2014. Il est président du Guatemala du 27 au 28 juin 1954.